# Dobromierzyce
Dobromierzyce – wieś w Polsce położona w województwie lubelskim, w powiecie hrubieszowskim, w gminie Werbkowice.
| SIMC    | Nazwa                 | Rodzaj  |
| ------- | --------------------- | ------- |
| 0904813 | Dobromierzyce-Kolonia | kolonia |

W latach 1975–1998 miejscowość administracyjnie należała do województwa zamojskiego. 
Wieś stanowi sołectwo gminy Werbkowice. Według Narodowego Spisu Powszechnego z roku 2011 wieś liczyła 216 mieszkańców i była siedemnastą co do liczby ludności miejscowością gminy.
Wierni Kościoła rzymskokatolickiego należą do parafii św. Jana Chrzciciela w Hostynnem.
W pobliżu wsi, u zbiegu dróg do centrum Dobromierzyc, Peresołowic i Hostynnego, znajduje się cmentarz prawosławny, początkowo unicki, z nagrobkami z XIX w. i XX w.